# Punta Lobos (Livingston-Insel)
Punta Lobos ist eine Landspitze im Norden der Livingston-Insel im Archipel der Südlichen Shetlandinseln. Auf der Ostseite des Kap Shirreff, dem nördlichen Ausläufer der Johannes-Paul-II.-Halbinsel, markiert sie die südöstliche Begrenzung der Einfahrt zur Bahía Mansa.
Wissenschaftler der 45. Chilenischen Antarktisexpedition (1990–1991) benannten sie nach den hier ortsansässigen Pelzrobben (spanisch lobos finos).